# Nagrody Annie 2008
36. Ceremonia wręczenia nagród filmowych Annie przyznawana przez Międzynarodowe Stowarzyszenie Filmu Animowanego odbyła się 30 stycznia 2009 roku w Royce Hall w Los Angeles. 2 grudnia 2008 zostały ogłoszone nominacje do nagród.
Najwięcej, bo aż 17 nominacji otrzymał film wytwórni DreamWorks Kung Fu Panda.

## Nominacje

### Najlepszy film animowany
- Kung Fu Panda
- Piorun
- $9.99
- WALL·E
- Walc z Baszirem

### Najlepszy film animowany przeznaczony na rynek DVD
- Futurama: The Beast with a Billion Backs
- Batman: Rycerz Gotham
- Christmas Is Here Again
- Justice League: The New Frontier
- Mała Syrenka: Dzieciństwo Ariel

### Najlepszy animowany film krótkometrażowy
- Wallace & Gromit: A Matter of Loaf and Death
- Glago's Guest
- Hot Dog
- Presto
- Sebastian's Voodoo

### Najlepsza gra oparta na kanwie filmu
- Kung Fu Panda
- Dead Space
- WALL·E

### Najlepsza reżyseria
- John Stevenson i Mark Osborne − Kung Fu Panda
- Sam Fell i Rob Stevenhagen − Dzielny Despero
- Ari Folman − Walc z Baszirem
- Tatia Rosenthal − $9.99
- Andrew Stanton − WALL·E

### Najlepsza muzyka
- Kung Fu Panda
- Batman: Rycerz Gotham
- Horton słyszy Ktosia
- Walc z Baszirem
- Dzielny Despero

### Najlepszy aktor głosowy
- Dustin Hoffman (Shifu) − Kung Fu Panda
- Ben Burtt (WALL.E) − WALL·E
- James Hong (Pan Ping) − Kung Fu Panda
- Ian McShane (Tai Lung) − Kung Fu Panda
- Mark Walton (Rhino) − Piorun

### Najlepszy scenariusz
- Kung Fu Panda
- Madagaskar 2
- Walc z Baszirem
- Horton słyszy Ktosia